# ロバート・マクレランド (内務長官)
ロバート・マクレランド（Robert McClelland, 1807年8月1日 - 1880年8月30日）は、アメリカ合衆国の政治家。第9代ミシガン州知事および第4代アメリカ合衆国内務長官を務めた。

## 生い立ちと初期の経歴
1807年8月1日、マクレランドはペンシルベニア州グリーンキャッスルにおいて誕生した。マクレランドはカーライルのディッキンソン大学で学び、1829年に大学を首席で卒業した。マクレランドは教職を務めながら法律を学び、1831年に弁護士として認可を受けた。マクレランドはピッツバーグで弁護士業を開業し、間もなく1833年にミシガン準州モンローへ移住した。

## ミシガン州での活動
マクレランドはミシガン州での弁護士業で成功を収め、1835年には州憲法制定会議のメンバーを務めた。ミシガンが州として正式に連邦加盟を果たすと、州知事スティーヴン・メイソンはマクレランドに州銀行監督官と州検事総長のポストを提示した。マクレランドはいずれのポストも辞退し、弁護士業の継続を望んだ。その一方、マクレランドは州民主党での活発な活動を維持した。
マクレランドは1837年と1850年にミシガン大学で理事会のメンバーを務めた。マクレランドは1838年と1840年にモンロー郡から州下院議員に選任され、1843年には下院議長も務めた。マクレランドは1841年にモンロー市長を務めた。

## 連邦議会での活動
マクレランドは1842年にミシガン州第1選挙区から連邦下院議員に選出された。マクレランドは1843年から1849年まで連邦下院議員を3期6年務め、第28議会、第29議会、第30議会に参加した。第29議会では下院商業委員会で委員長を務めた。
マクレランドは民主党の一般的見解に反し、メキシコからの割譲地で奴隷制を禁止するウィルモット条項に強く賛同した。マクレランドは1848年の大統領選挙で友人のルイス・カスを積極的に支援した。マクレランドは同年の連邦下院議員選挙で再選を求めなかった。

## ミシガン州知事
マクレランドは1850年の州憲法制定会議で主要な役割を果たした。憲法改正は採択され、マクレランドは1851年に任期1年のミシガン州知事に選出された。1852年、マクレランドは再選され、続く任期2年の州知事に選出された。マクレランドは州知事在任中、ウィルモット条項支持の立場を軟化し、代わりに1850年協定への支持を強調した。マクレランドは1852年の民主党全国委員会で主要な役割を果たした。

## アメリカ合衆国内務長官
1853年3月、マクレランドはフランクリン・ピアース大統領から内務長官のポストを提示された。マクレランドはその要請を受諾し、ミシガン州知事を辞職した。州知事の後任には副知事アンドリュー・パーソンズが昇任した。

## 晩年
1857年、ジェームズ・ブキャナンが大統領に就任すると、マクレランドは公職を退き、デトロイトで弁護士業を再開した。1867年、マクレランドはミシガン州憲法制定会議のメンバーを務め、一時的に公職に復帰した。
1880年8月30日、マクレランドはデトロイトにおいて死去した。マクレランドの遺体はデトロイト市内のエルムウッド墓地に埋葬された。

## 家族
ロバート・マクレランドの父親はジョン・マクレランド (John McClelland, 1762-1846)、母親は (Eleanor Belle, 1787-1827) であった。父親のジョンは父親ペンシルベニア州フランクリン郡の著名な医者であった。
1836年6月20日、マクレランドはミシガン州モンローにおいて、サラ・エリザベス・サバイン (Sarah Elizabeth Sabine, 1814-1887) と結婚した。2人は以下の子供をもうけた。
1. ジョン・マクレランド (John McClelland, ????-1840)
2. ウィリアム・ヘンリー・マクレランド (William Henry McClelland, 1839-1840)
3. オーガスタス・マクレランド (Augusta McClelland, 1841-????)
4. フレイザー・マクレランド (Frazer McClelland, 1842-1850)
5. サラ・エリザベス・マクレランド (Sarah Elizabeth McClelland, 1847-1924)
6. エレノア・ベル・マクレランド (Eleanor Belle McClelland, 1854-1877)